# Vladimir Zak
Vladimir Grigorievitch Zak (Владимир Григорьевич Зак) est un joueur d'échecs, un enseignant des échecs et un entraîneur soviétique né le 11 février 1913 à Berditchev en Ukraine, et mort le 25 novembre 1994 à Pavlovsk (Saint-Pétersbourg). Entraîneur émérite de l'URSS, Zak fut pendant plus de trente ans responsable du palais des pionniers de Leningrad à partir de 1945. Il fut responsable du développement du champion du monde Boris Spassky, des finalistes du championnat du monde Viktor Kortchnoï et Gata Kamsky, des grands maîtres Gennadi Sosonko, Valeri Salov et Aleksandr Kotchiev et de la grand maître féminin et championne d'URSS Larissa Volpert.

## Biographie et carrière
Né en Ukraine dans une famille juive, Zak s'installa avec sa famille à Leningrad dans les années 1920. Dans les années 1930, il travailla comme ingénieur électricien. Il passa la Seconde Guerre mondiale au front et tut décoré. Son père fut tué pendant le siège de Leningrad en 1941. Après la Guerre, Vladimir Zak adhéra au parti. Comme joueur, il obtint le titre de maître es-sports de l'URSS en 1938, mais il n'obtint jamais le titre de maître soviétique, perdant deux matchs pour le titre de maître en 1947 contre Youri Averbakh à Moscou (3,5 à 7,5) et en 1948 contre Viktor Vassiliev (5,5 à 7,5). Il reçut le titre d'entraîneur émérite de l'URSS en 1958 et fut entraîneur et professeur de 1946 à 1986 au palais des pionniers de Leningrad. Mark Taïmanov considère que Vladimir Zak était un entraîneur dogmatique  et n'était pas  particulièrement fort comme joueur, mais il réussit bien comme source d'inspiration de ses élèves. 
Il était partisan des analyses longues de finales.

## Publications
Vladimir Zak est coauteur avec Viktor Kortchnoï d'un livre réputé sur le gambit du roi, traduit en anglais en 1974.
Il a publié en 1985 :
- (en) Improve your chess results, Batsford.